# Serat Centhini
La Serat Centhini ou Suluk Tambanglaras est une œuvre de la littérature classique javanaise écrite au début du XIXe siècle à la demande du sunan (souverain) Paku Buwana V du royaume de Surakarta.
Le souhait du souverain était de rédiger une "encyclopédie des savoirs javanais". Elle contient des préceptes moraux, des descriptions de rites traditionnels et des principes de traitement de la nature.
Les Indonésiens hésitent à traduire la Serat Centhini, prétextant que la langue qui y est utilisée est vulgaire, notamment pour ce qui touche au sexe. On raconte que c'est Pakubuwono V lui-même qui aurait rédigé ces passages "pornographiques". Le souverain n'a régné que 3 ans et est mort de syphilis.
L'écriture de la Serat Centhini a impliqué trois poètes de cour : Raden Ngabehi Ranggasutrasna, Raden Ngabehi Yasadipura II et Raden Ngabehi Sastradipura. L'œuvre a été tenue cachée dans les archives du palais de Surakarta et les archives nationales par peur de susciter des polémiques. Elle est aujourd'hui accessible au public.
Les chants de l'île à dormir debout de l'écrivaine française Elisabeth D. Inandiak, qui vit à Java, prix littéraire de l'Asie 2003, sont une libre adaptation de la Serat Centhini.